# Julio Enciso (Fußballspieler, 2004)
Julio César Enciso Espínola (* 23. Januar 2004 in Caaguazú) ist ein paraguayischer Fußballspieler, der seit 2022 bei Premier-League-Club Brighton & Hove Albion unter Vertrag steht und derzeit an Ipswich Town ausgeliehen ist. Seit 2021 ist Enciso Nationalspieler für Paraguay.

## Karriere

### Jugend
Enciso begann seine Karriere bei einem lokalen Verein in Caaguazú. Bereits im Alter von 12 Jahren wurde er vom paraguayanischen Erstligisten Libertad rekrutiert. Bei Libertad durchlief Enciso alle Jugendstationen, bis er am 17. März 2019 sein Profidebüt bei einem 4:0-Sieg gegen Deportivo Santaní absolvierte. Im Alter von 15 Jahren und 53 Tagen wurde Enciso damit der bisher jüngste Debütant Libertads.

### Brighton & Hove Albion
Am 17. Juni 2022 wechselte Enciso für eine Ablöse von 9,5 Millionen Pfund sowie Boni zum englischen Erstligisten Brighton & Hove Albion und unterschrieb einen Vertrag über 4 Jahre. Am 24. August 2022 debütierte Enciso für Brighton. In einem EFL-Cup-Spiel gegen Drittligisten Forest Green Rovers spielte Enciso für 80 Minuten und gab dabei eine Vorlage
Am 29. Oktober 2022 absolvierte Enciso sein erstes Premier-League-Spiel, als er in einem 4:1-Sieg gegen Chelsea in der 65. Minute für Adam Lallana eingewechselt wurde. Sein erstes Pflichtspieltor für Brighton schoss Enciso am 4. April 2023 gegen Bournemouth.
Enciso stand im FA-Cup-Halbfinale in Wembley  am 23. April in der Startelf und spielte für 67 Minuten gegen Manchester United.
Drei Tage später gab der 19-Jährige in einem Spiel gegen Nottingham Forest sein Startelfdebüt in der Premier League. Drei Tage später legte Enciso zwei Tore gegen Wolverhampton vor und verhalf Brighton so zu einem 6:0, ihrem größten Premier-League-Sieg.
Am 24. Mai 2022 erzielte Enciso gegen Manchester City ein Tor aus rund 23 Metern und verhalf Brighton so zu einem Platz in der Europa League 2023–24. Encisos Tor gegen City wurde von der BBC als Tor der Saison 2022–23 gekürt und später als „Premier League Goal of the Season“ gewählt.
Am 23. Januar 2025 wurde Enciso bis zum Ende der Saison 2024/25 an Ipswich Town verliehen Sein Debüt für Ipswich gab Enciso am 25. Januar, als dieser bei einer 1:4-Niederlage gegen Liverpool eingewechselt wurde.

### Nationalmannschaft
Enciso spielte mit der paraguayanischen U15-Auswahl in der U15-Südamerikameisterschaft 2019. Sein Debüt für die A-Nationalmannschaft Paraguays gab Enciso am 14. Juni 2021 bei einem Copa América-spiel gegen Bolivien, welches 3:1 ausging. Mit einer U23-Auswahl der paraguayischen Nationalmannschaft nahm Enciso an den Olympischen Sommerspielen 2024 teil, wo er in 5 Spielen 1 Tor schoss.

## Titel
Libertad
- División Profesional (2): 2021; 2022

Auszeichnungen
- BBC Tor der Saison 2022–23[18]
- Premier League Tor der Saison 2022–23[19]
- Brighton & Hove Albion Tor der Saison 2022–23[20]
- Nominierter für den FIFA Puskás Award 2023[21]